# Sőrés Imre
Sőrés Imre (Rákoscsaba, 1907. január 3. – Budapest, 1986. április 8.) magyar filmdíszlettervező.

## Életpályája
Apja asztalosmester volt, anyja napszámos család leánya. A hétgyermekes család az apa korai halála után szerényen élt, a legnagyobb fiú a tanulás mellett hamar dolgozni kezdett az asztalosműhelyben.
1925-ben érettségizett a kőbányai Szent László Gimnáziumban. Ezután az Országos Magyar Királyi Iparművészeti Főiskolába járt, ahol bútortervezés szakon 1929-ben szerzett diplomát. Még főiskolásként, 1926-ban a Gödöllői járási kiállításon bemutatott magyar lakásterveit aranyéremmel tüntették ki.
1928-ban segéddíszlettervezőként került a filmgyártáshoz. Néhány évig különféle munkákat végzett, építőmester mellett rajzoló, majd díszletmunkás és segédépítész volt. Kisebb pályázatokon fából faragott dísztárgyakkal aratott sikert. 1935-ben lépett be a Hunnia Filmgyárba díszlettervezőként. 1938-tól tervezett és kivitelezett saját díszleteket. A filmgyárban 1957-ig dolgozott. Ezután a Reklámdekor Szövetkezetnél dolgozott nyugdíjazásáig, 1967-ig. Számos budapesti üzlet belső berendezését tervezte, valamint kiállítási standokat, mint például az 1960. évi BNV egyik ajándék pavilonját és a Metrimpex standját az 1962-es kubai kiállításon.

## Filmjei

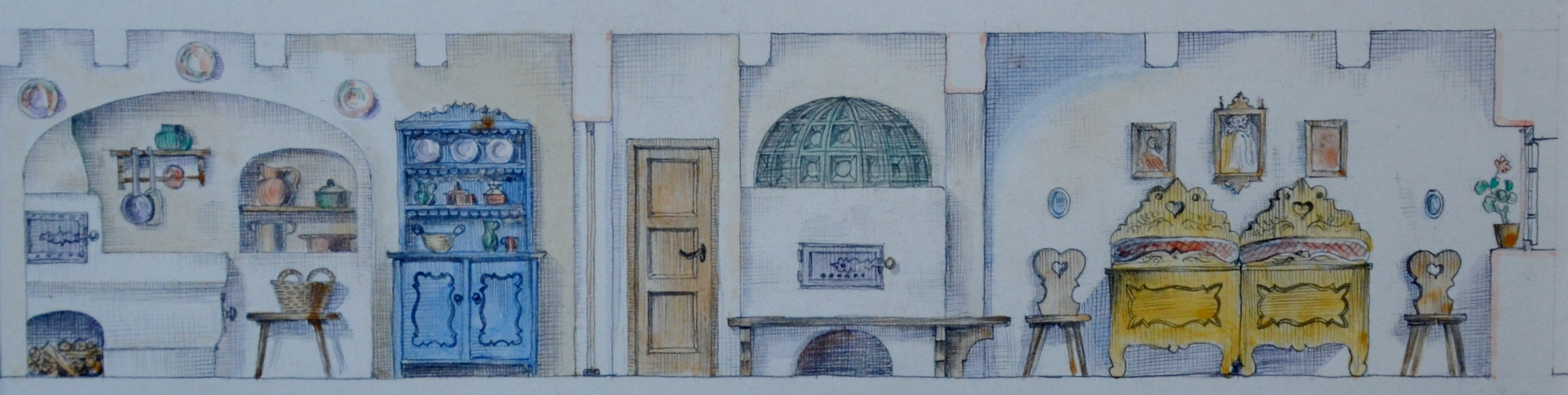
A piros bugyelláris

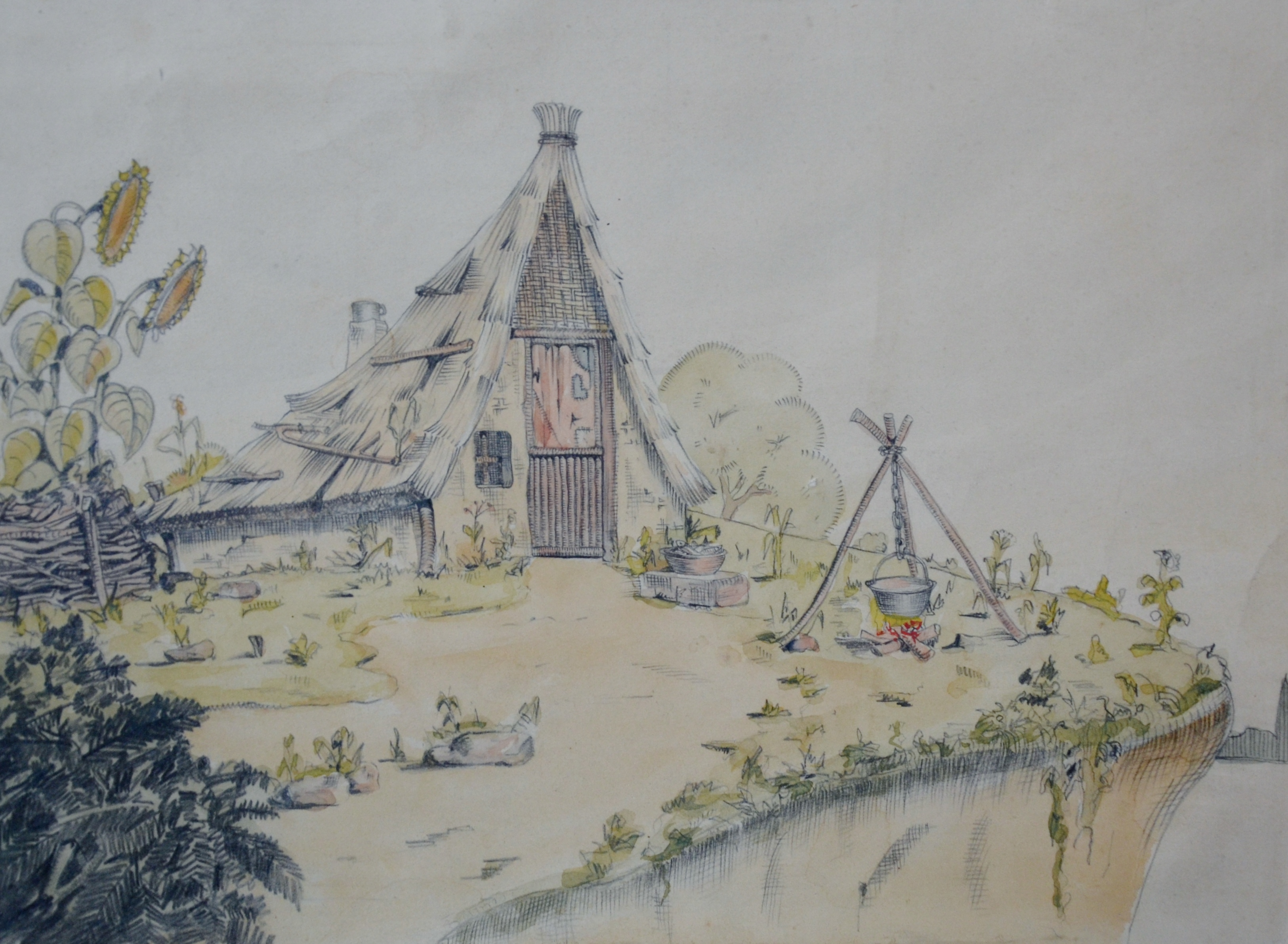
Tiszavirág

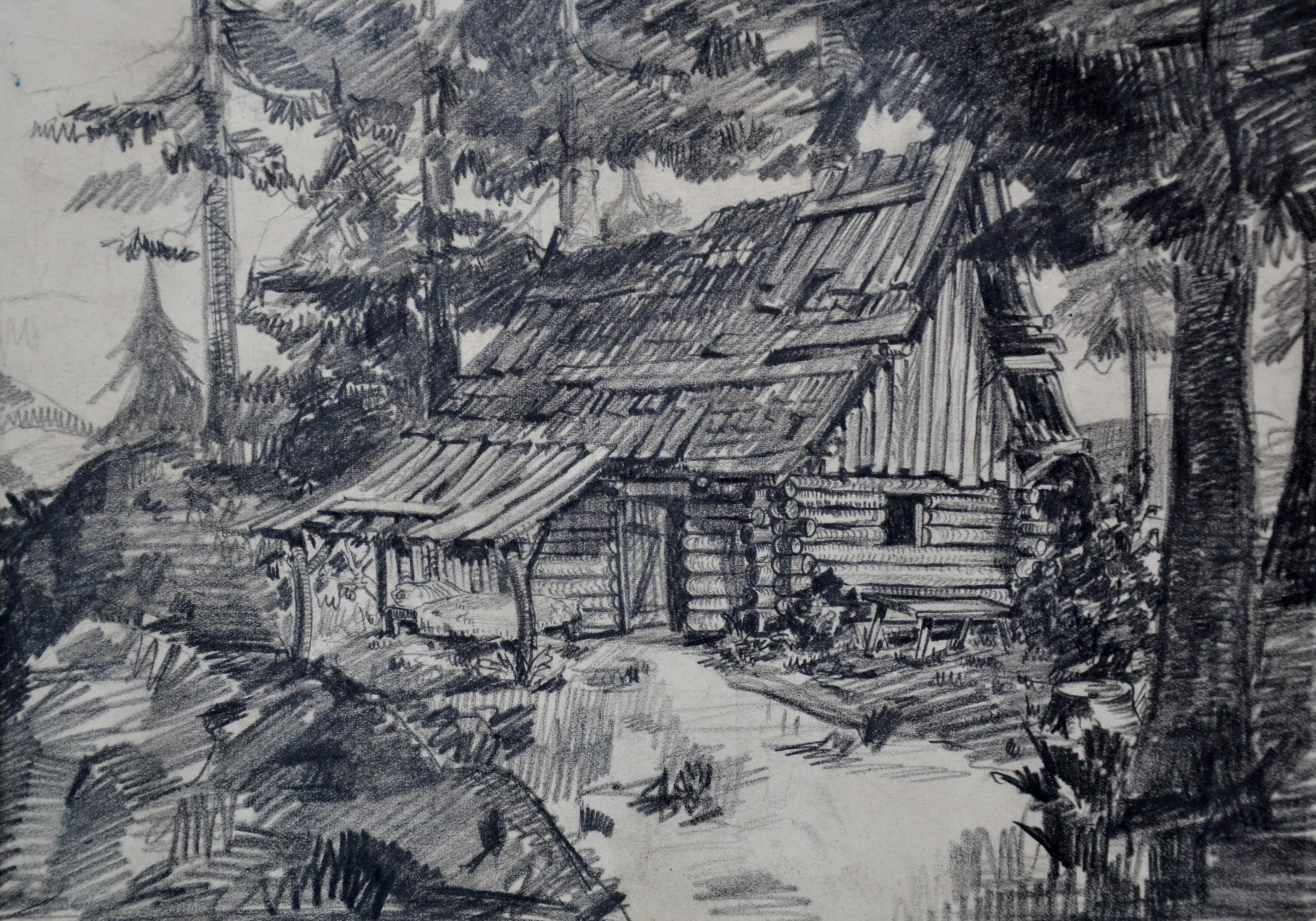
Gyimesi vadvirág

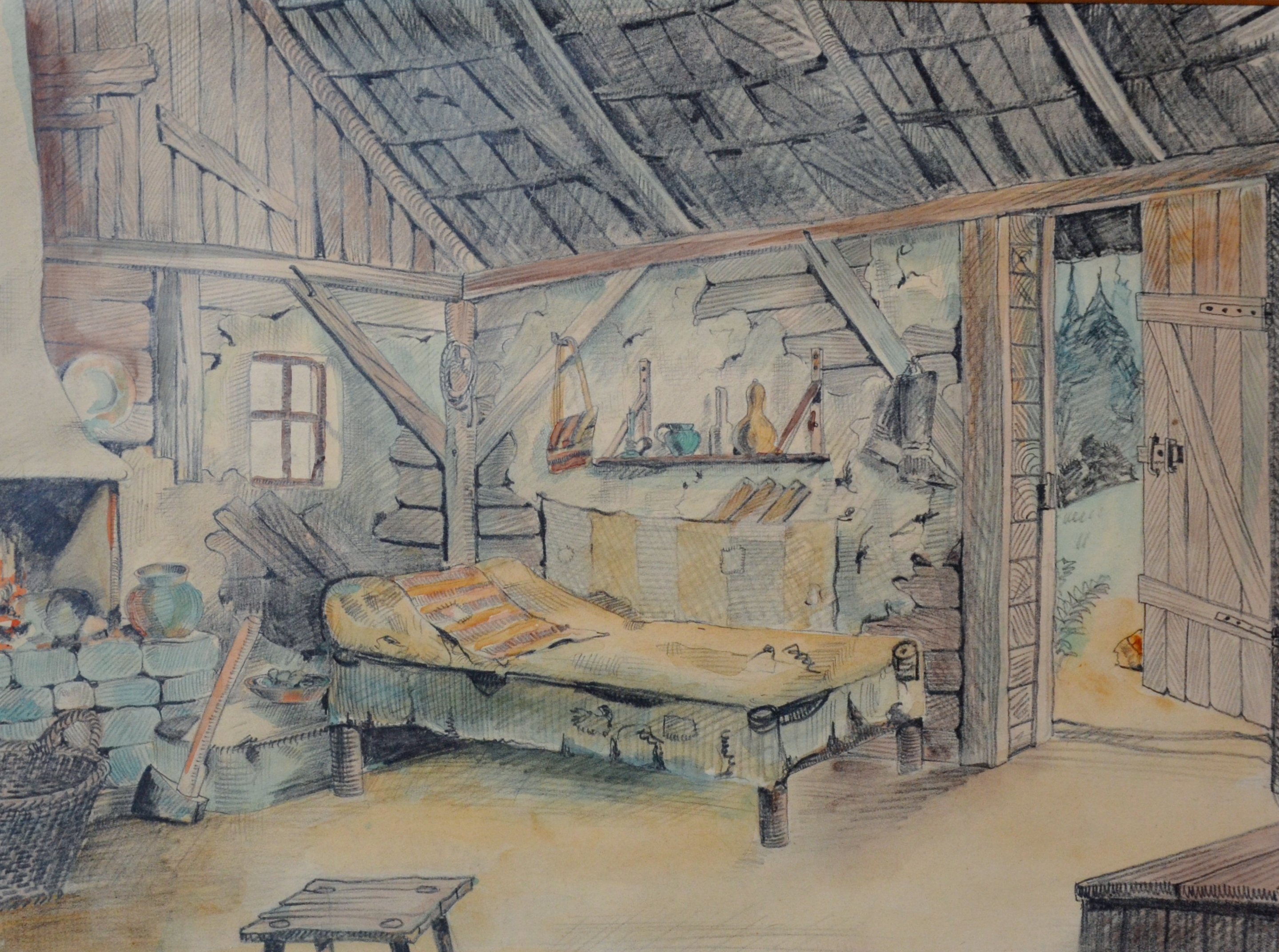
Elnémult harangok

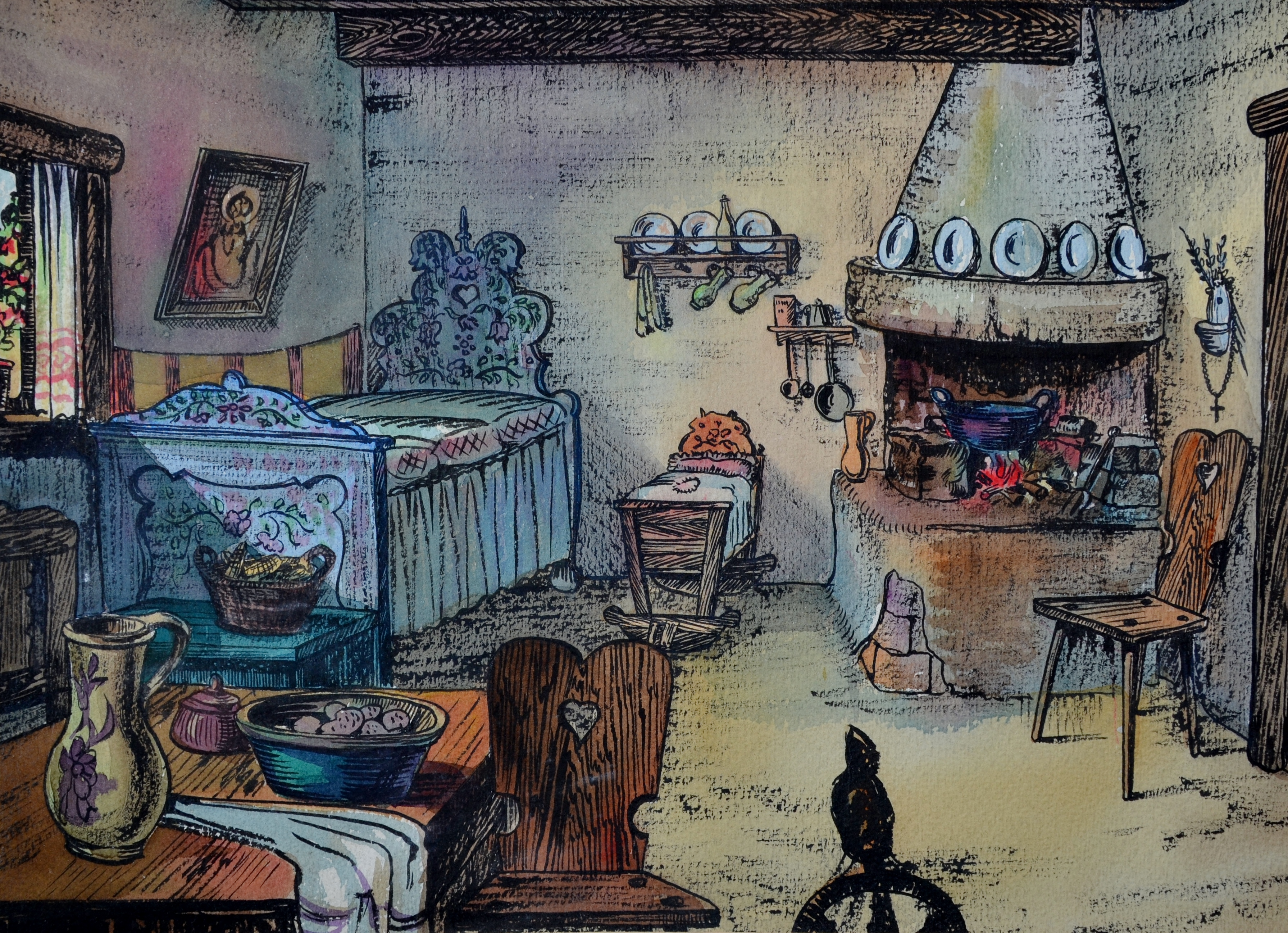
Emberek a havason

- Megvédtem egy asszonyt (Ráthonyi Ákos, 1938)
- A piros bugyelláris (Pásztor Béla, 1938)
- Tiszavirág (Bolváry Géza, 1939)
- Gyimesi vadvirág (Ráthonyi Ákos, 1939)
- A miniszter barátja (Bánky Viktor, 1939)
- Hazajáró lélek (Zilahy Lajos, 1940)
- Hazafelé (Cserépy Arzén, 1940)
- Elnémult harangok (Kalmár László, 1940)
- Ne kérdezd, ki voltam (Balogh Béla, 1941)
- Egy tál lencse (Farkas Zoltán, 1941)
- Haláltánc (Kalmár László, 1941)
- Régi keringő (Bánky Viktor, 1941)
- A szűz és a gödölye (Zilahy Lajos, 1941)
- Bob herceg (Kalmár László, 1941)
- Emberek a havason (Szőts István, 1942)
- Külvárosi őrszoba (Hamza D. Ákos, 1942)
- Családunk szégyene (Martonffy Emil, 1942)
- Szép csillag (Jelinek Imre, 1942)
- Egy bolond százat csinál (Martonffy Emil, 1942)
- Heten, mint a gonoszok (Rodriguez Endre, 1943)
- Makrancos hölgy (Martonffy Emil, 1943)
- A Benedek ház (Bánky Viktor, 1943)
- Megálmodtalak (Vaszary János, 1943)
- Sári bíró (Hegedűs Tibor, 1943)
- Kerek Ferkó (Martonffy Emil, 1943)
- Ördöglovas (Hamza D. Ákos, 1943)
- Egy fiúnak a fele (Hamza D. Ákos, 1943)
- Ez történt Budapesten (Hamza D. Ákos, 1944)
- A két Bajthay (Patkós György, 1944)
- Boldoggá teszlek (Bánky Viktor, 1944)
- A három galamb (Bán Frigyes, 1944)
- Tűz (Apáthi Imre, 1948)
- Tűzkeresztség (Bán Frigyes, 1951)
- Gyarmat a Föld alatt (Makk Károly, 1951)
- Teljes gőzzel (Máriássy Félix, 1951)
- A képzett beteg (Makk Károly, 1952)
- Első fecskék (Bán Frigyes, 1952)
- Rákóczi hadnagya (Bán Frigyes, 1953)
- 2×2 néha 5 (Révész György, 1954)
- Simon Menyhért születése (Várkonyi Zoltán, Makk Károly, 1954)
- Egy pikoló világos (Máriássy Félix, 1955)
- A császár parancsára (Bán Frigyes, 1956)
- Csigalépcső (Bán Frigyes, 1957)

## Díszlettervek

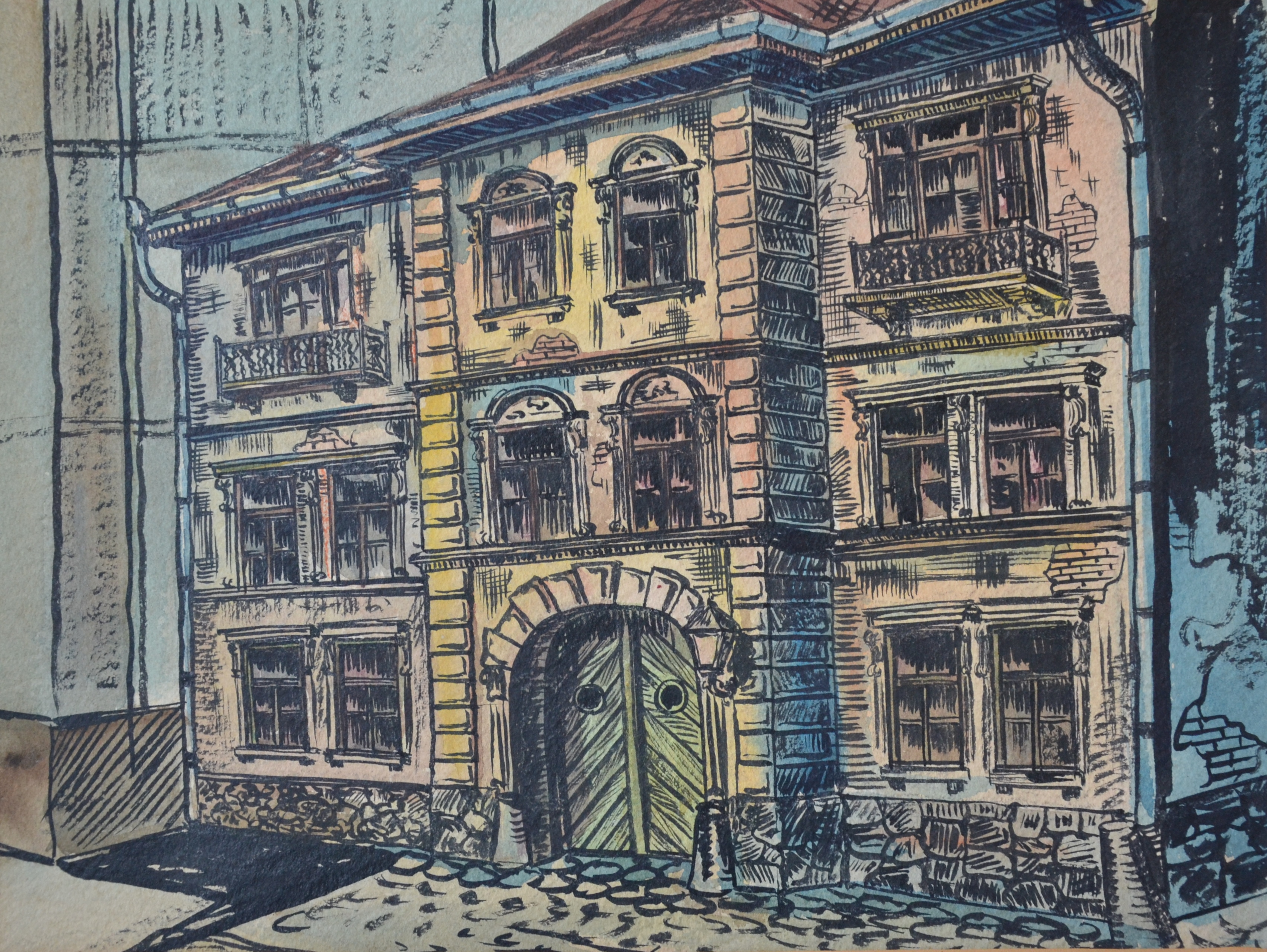
Heten, mint a gonoszok
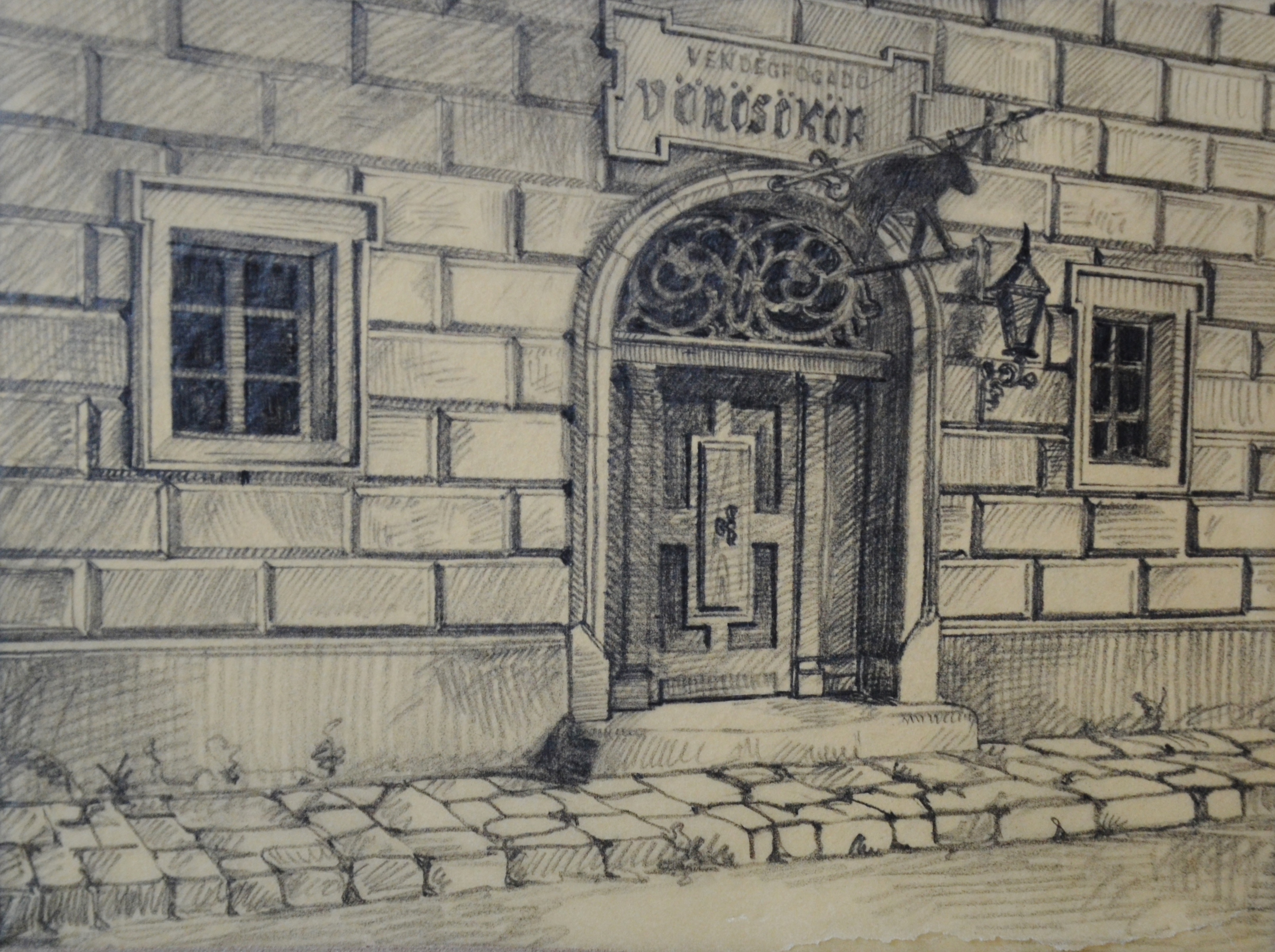
Rákóczi hadnagya
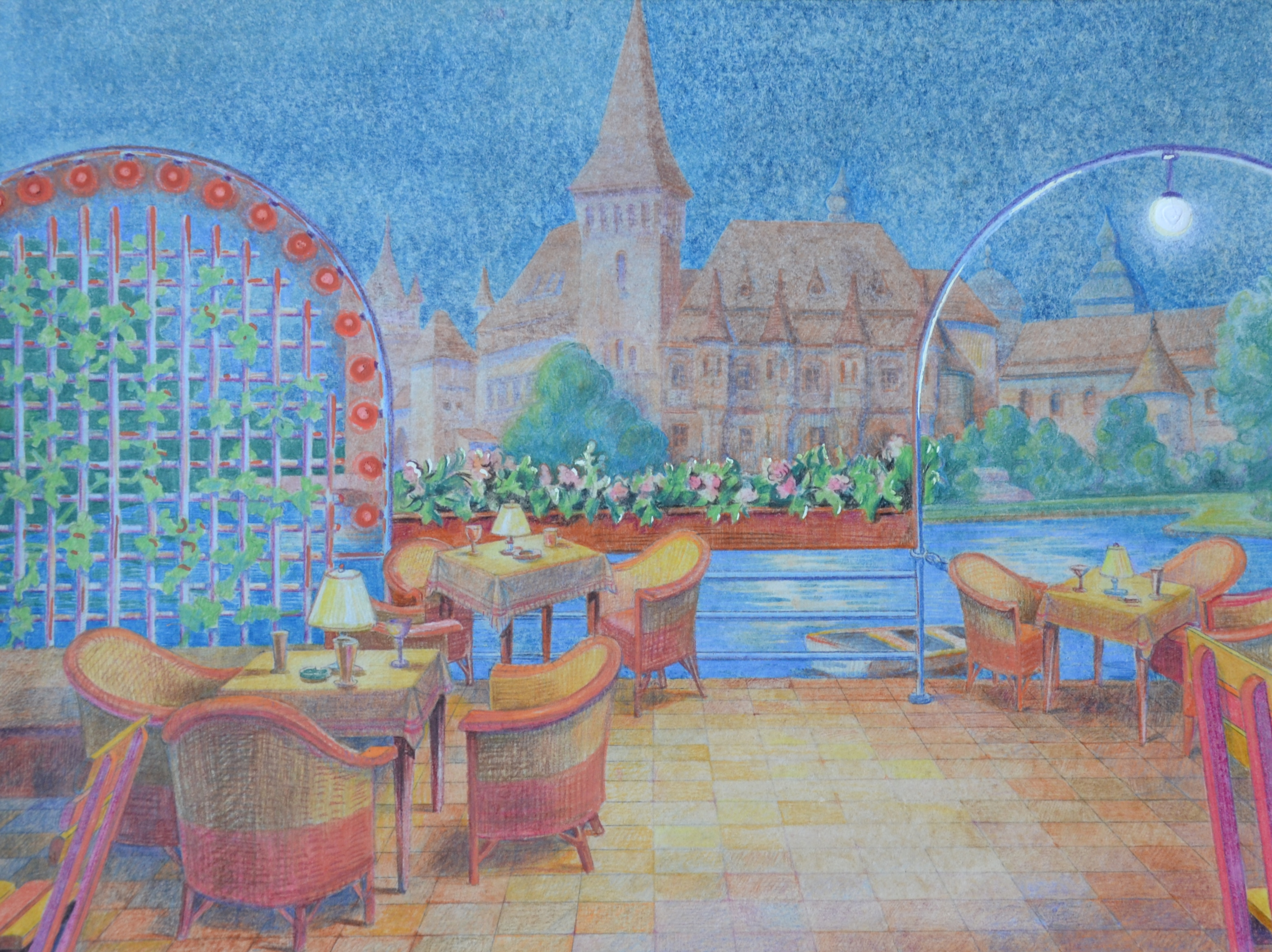
2x2 néha 5
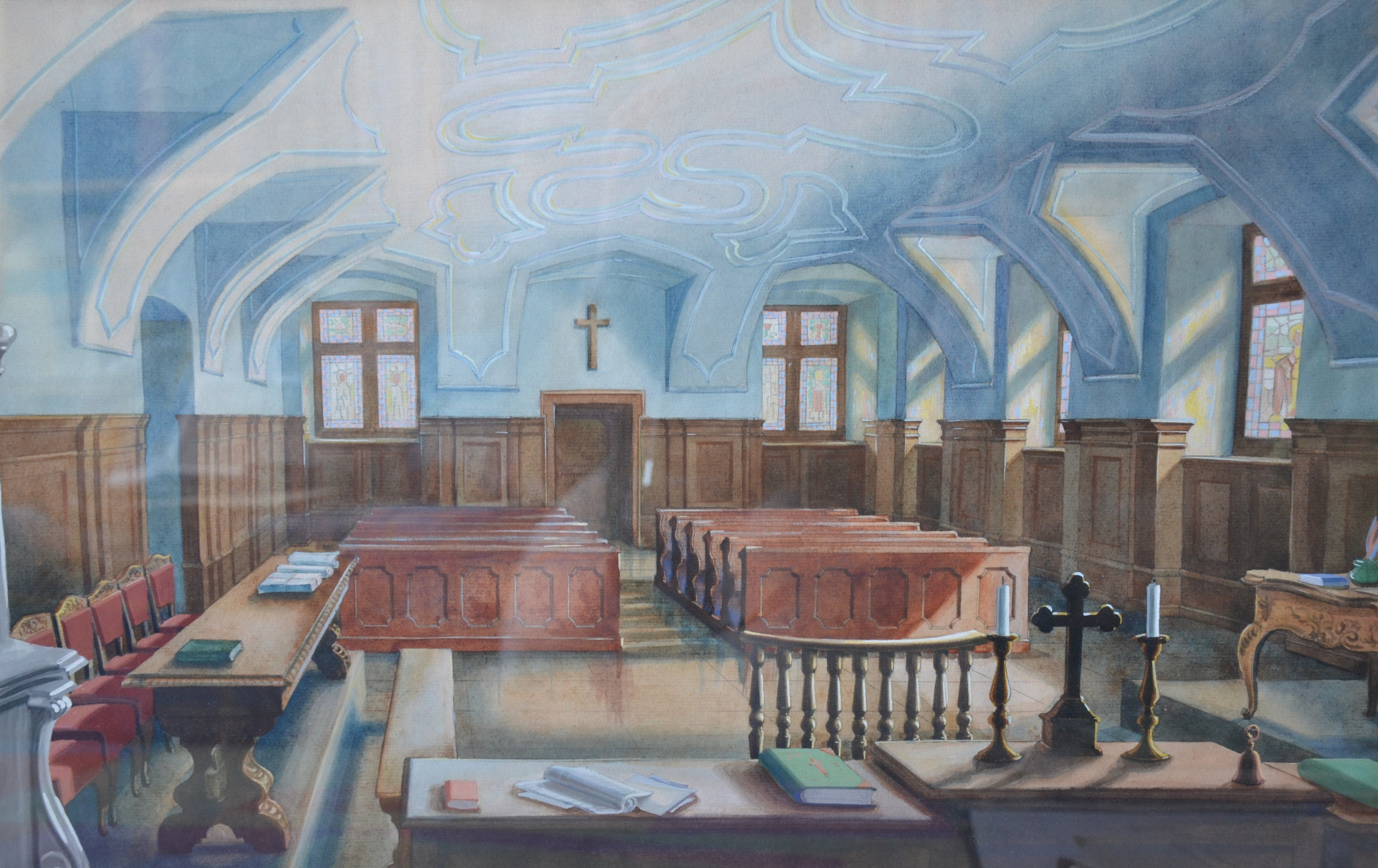
A császár parancsára
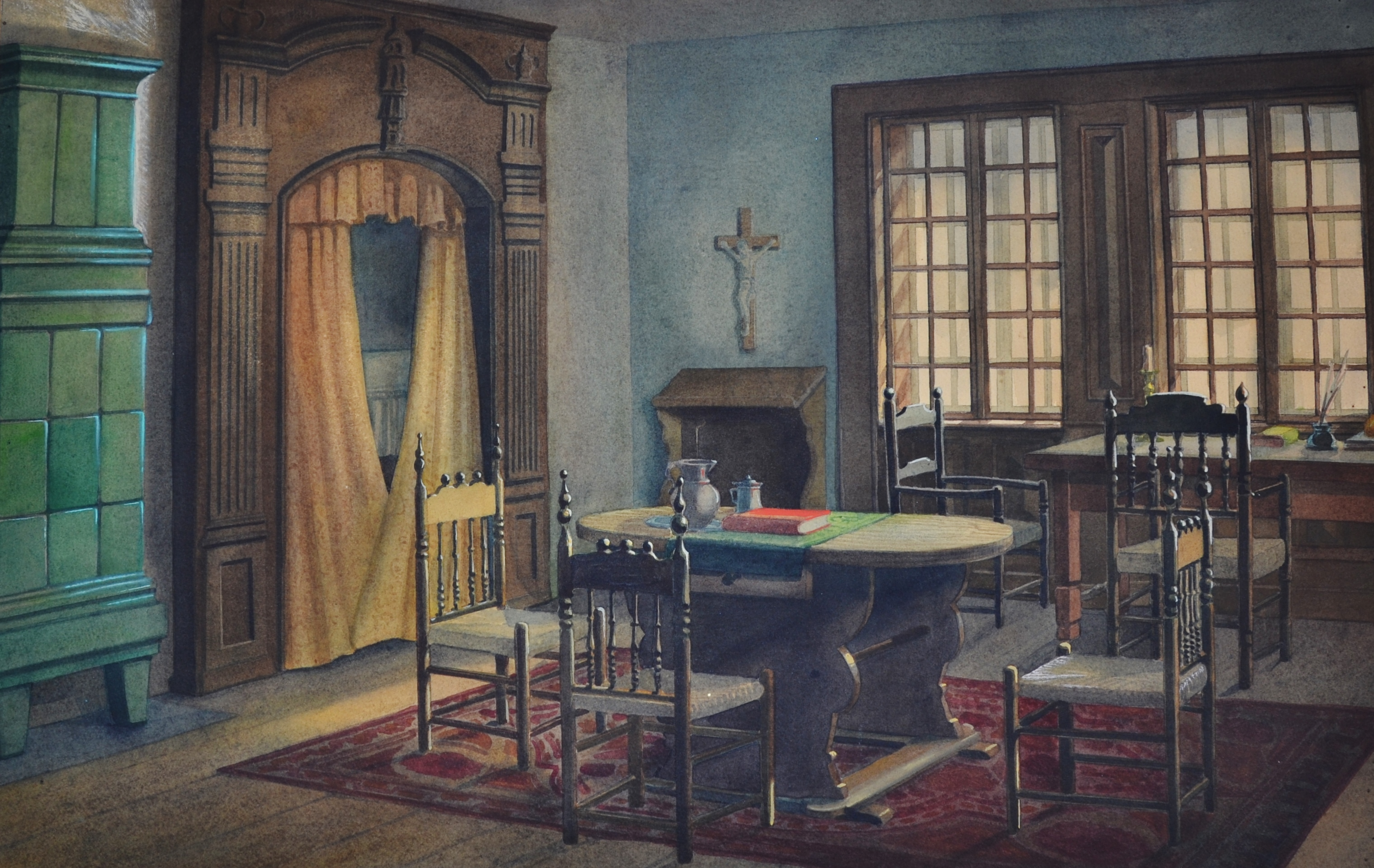
A császár parancsára
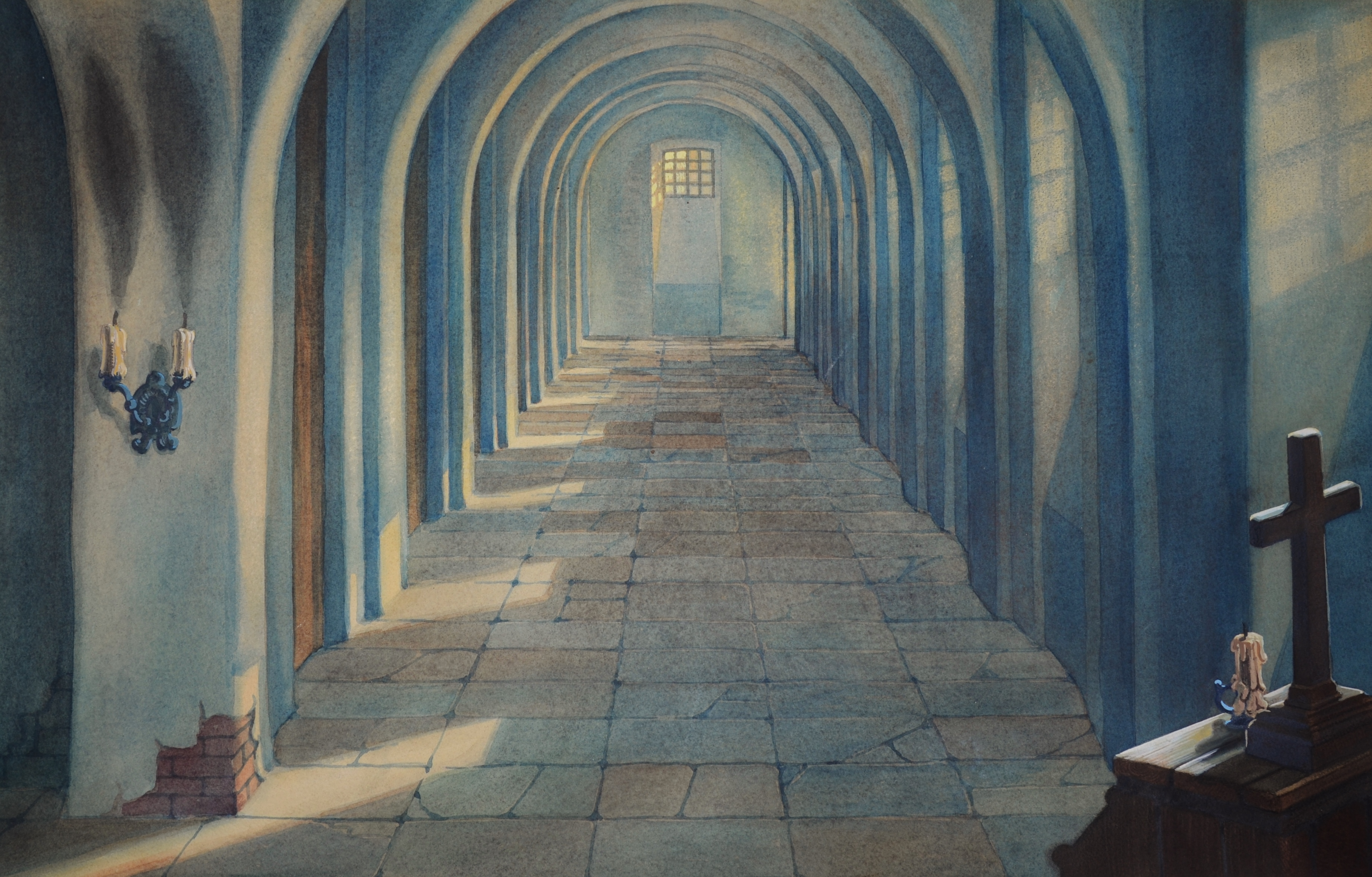
A császár parancsára